# Jean-Louis Viovy
Jean Louis Viovy (Maisons-Laffitte, 14 de abril de 1952-) é um físico francês, atualmente investigador no CNRS (Francia). É diretor desde 1999 do equipo MMBM (Macromolecules and Microsystems in Biology and Medicine) no Instituto Curie em Paris, a sua investigação estando centrada nos sistemas lab-on-chip, os métodos bioanalíticos e a medicina traslacional.
Foi premiado com a Medalha de Bronce do CNRS CNRS (1983), o Polymer Prize da Sociedade Francesa de Química (1996), o Philip Morris Scientific Prize en 1996 e dois OSEO Entrepreneurship Awards em 2004 y 2005.
É autor ou coautor de mais de 180 artigos e 20 patentes e é membro da Chemical and Biological Microsystems Society e do conselho editorial de «Biomicrofluidics». E cofundador da sociedade francesa Fluigent. É também cofundador do Instituto Pierre Gilles de Gennes para a microfluidica (IPGG) em Paris.